# Michel Dubost
Michel Marie Jacques Dubost CIM (ur. 15 kwietnia 1942 w Safi w Maroku) − francuski biskup rzymskokatolicki, eudysta, ordynariusz diecezji Évry-Corbeil-Essonnes w latach 2000-2017, administrator apostolski archidiecezji lyońskiej w latach 2019–2020. 

## Życiorys
Ukończył paryski Instytut Nauk Politycznych. Następnie studiował filozofię i teologię w Katolickim Uniwersytecie w Paryżu. Zdobył też formację w Institut des hautes études de défense nationale (fr. Instytut Wyższych Studiów Obrony Narodowej).
Jest członkiem katolickiego Zgromadzenia Jezusa i Maryi (eudyści). Święcenia kapłańskie przyjął 24 maja 1967. Początkowo pracował w parafii Notre-Dame de Bercy w Paryżu. Był też kapelanem szkół średnich w Wersalu. Podwójne wykształcenie pozwoliło mu na pełnienie w latach 1976-1982 funkcji sekretarza generalnego federacji zrzeszającej media kościelne we Francji, obecnie Chrétiens-médias. W latach 1982–1988 był odpowiedzialny w archidiecezji paryskiej za sektor duszpasterstwa ogólnego. Od 1983 do 1989 był też proboszczem parafii Saint Jacques du Haut-Pas.
Papież Jan Paweł II mianował go biskupem polowym 9 sierpnia 1989. Sakrę biskupią przyjął w Paryżu 8 września 1989 z rąk bpa Jacques’a Fiheya. Jako biskup polowy duszpasterzował w diecezji o największym numerze młodych ludzi we Francji. Sam jest synem generała. 15 kwietnia 2000 otrzymał nominację na ordynariusza diecezji Évry-Corbeil-Essonnes. Ingres odbył 12 maja 2000. Jako członek Konferencji Episkopatu Francji, był przewodniczącym Komisji ds. katechezy i katechumenatu, członkiem komisji duszpasterstwa rodzin, przewodniczył grupie roboczej "Katolicy i muzułmanie w dzisiejszej Francji" oraz francuskiemu stowarzyszeniu "Justice et Paix". W 2011 został wybrany na przewodniczącego rady ds. stosunków międzyreligijnych i nowych ruchów religijnych. 1 sierpnia 2017 papież Franciszek przyjął jego rezygnację z urzędu złożoną ze względu na wiek.
24 czerwca 2019 papież Franciszek mianował go administratorem apostolskim sede plena archidiecezji lyońskiej. 6 marca 2020, w związku z przyjęciem dymisji kardynała Philippe’a Barbarina i zwolnieniem posady biskupa diecezjalnego, został administratorem apostolskim sede vacante. Tę funkcję pełnił do 20 grudnia 2020 roku, kiedy to nowy arcybiskup Lyonu Olivier de Germay odbył ingres do katedry.
Bp Dubost jest konsultantem Papieskiej Rady do spraw Świeckich. Uczestniczył w pracach komitetu organizacyjnego Światowych Dni Młodzieży 1997 w Paryżu.

## Publikacje
- C’est là que je te rencontrerais, propos sur les sacrements, 2011, Desclée De Brouwer.
- Qui nous séparera de l’amour du Christ?, 2010, Desclée De Brouwer.
- Choisis la vie! Prier les dix commandements, 2009, Desclée De Brouwer.
- Prier le Credo, 2008, Desclée De Brouwer.
- Femmes, 15 questions à l’Église, un évêque répond, 2007, Plon
- Les voyageurs de l’espérance, vivre la foi dans le monde contemporain, 2005, Bayard culture.
- La guerre, un évêque prend la parole, 2003, Plon.
- Marie 2002 Mame.
- Le missel Théo des années caté, 2002, Droguet et Ardant.
- Être chrétien aujourd'hui, 2001, Pygmalion.
- L’œcuménisme, 1999, Droguet et Ardant.
- Comprendre et accueillir l’exorcisme, 1999, Tequi.
- Chemin faisant l’Église, 1996, Cerf.
- Ministres de la paix, regards chrétiens sur l’armée, 1995, Cerf.
- Théo, l’encyclopédie pour tous, 1993, Droguet et Ardant.